# Provincia Santa Cruz de Tenerife
Provincia Santa Cruz de Tenerife este o provincie în Insulele Canare, sudul Spaniei. Capitala este Santa Cruz de Tenerife.

Diviziunile Provinciei Santa Cruz de Tenerife

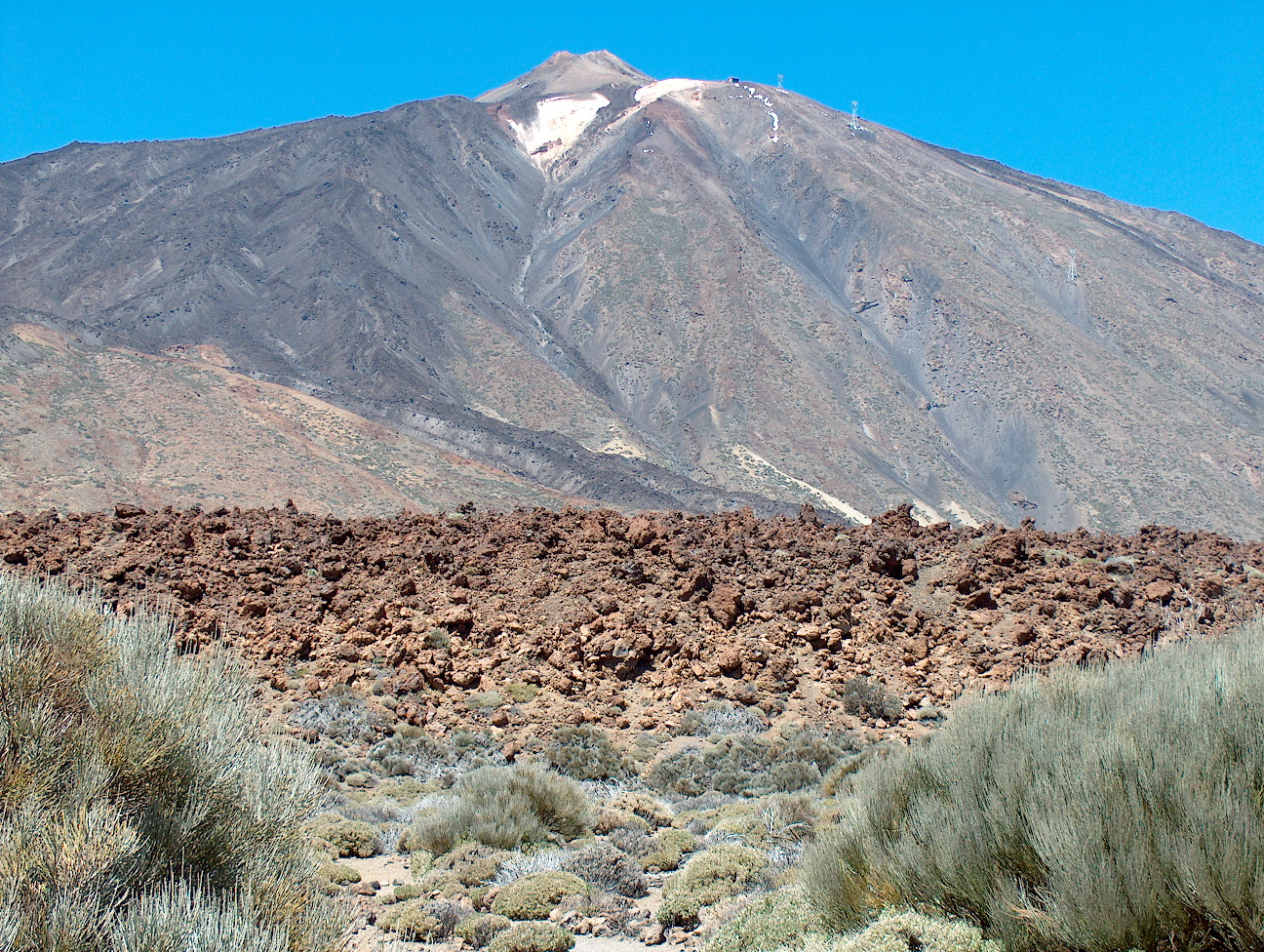
Teide (Tenerife) este cel mai înalt vârf din Spania și din oricare insulă din Oceanul Atlantic. Este al treilea vulcan de pe Pământ ca înălțime, după vulcanii Mauna Loa și Mauna Kea, amândoi situați pe insula Hawaii.